# Misumenops ignobilis
Misumenops ignobilis es una especie de araña cangrejo del género Misumenops, familia Thomisidae. Fue descrita científicamente por Badcock en 1932.

## Distribución
Esta especie se encuentra en Paraguay y Argentina.